# Делавэр (залив)
Де́лавэр (англ. Delaware Bay) — эстуарий реки Делавэр на Атлантическом побережье Соединённых Штатов Америки. Его площадь составляет 2030 км² и ограничивается мысами Мэй (штат Нью-Джерси) и Хенлопен (штат Делавэр). Берега залива пологие и изобилуют ваттами и соляными маршами.

## Притоки
Помимо одноимённой реки в залив впадают следующие реки:
- Бродкилл;
- Кристина;
- Аппокиниминк;
- Лейпсик;
- Смирна;
- Сент-Джонс-Ривер;
- Мёрдеркилл;
- Салем;
- Коанси;
- Морис.

## Фауна
Солоноватая вода и берега служат как водоплавающим птицам, так и другим обитателям моря как место гнездования или рождения потомства. Значительное экономическое значение имеет разведение устриц. Делавэрский залив богат морскими птицами, которые во время перелётов собираются здесь сотнями тысяч, к примеру перепончатопалый песочник (Calidris pusilla).